# نادية دافي
نادية دافي (بالإنجليزية: Nadia Davy)‏ هي عداءة سريعة جامايكية، ولدت في 24 ديسمبر 1980 في جامايكا.

## وصلات خارجية
- نادية دافي على موقع الاتحاد الدولي لألعاب القوى (الإنجليزية)
- نادية دافي على موقع أوليمبيديا (الإنجليزية)